# José Expedito Rêgo
José Expedito Rêgo (Oeiras PI, 1º de junho de 1928 – Floriano PI, 31 de março de 2000) foi um médico e escritor piauiense, ocupante da cadeira nº 2 da Academia piauiense de letras. É reconhecido pelos seus romances e crônicas publicadas em jornais de Oeiras e Floriano bem como pela sua produção poética e pelos seus feitos em prol da preservação do patrimônio de Oeiras sendo membro fundador do Instituto Histórico de Oeiras .

## Vida
Nascido na Rua do Fogo em 1º de Junho de 1928 em Oeiras, estudou as primeiras letras em sua cidade natal no grupo escolar Costa Alvarenga. Posteriormente estudou em Teresina e Salvador onde se formou em medicina pela Universidade Federal da Bahia em 1953. Depois de concluir o curso médico na capital baiana voltou a Oeiras onde exerceu a medicina por longos anos.
Em Oeiras candidatou-se a prefeitura em 1963 sem sucesso . Conseguiu junto com Possidônio Queiroz e Raimundo da Costa Machado a idealização do Instituto histórico de Oeiras, que tinha por objetivo preservar o patrimônio histórico e a memória da cidade, e do jornal mensal O cometa, mensário cultural e literário que circulou na primeira capital piauiense durante os anos 1970.
Mudou-se para Floriano em 1977 onde publicou por vários anos crônicas em sua maioria de assuntos médicos no jornal de Floriano. Viveu na cidade até o seu falecimento em 31 de Março de 2000.

## Obras
Ao todo produziu quatro romances um livro de poemas e uma obra de crônicas publicada postumamente . As obras de José Expedito Rêgo são as seguintes:
- Vaqueiro e visconde (publicada em primeira edição com o nome de Né de Sousa) 1981,
- Malhadinha 1990,
- Vidas em contraste 1992,
- Os caminhos da loucura 1996,
- Horas sem tempo 1999 e
- Crônicas esquecidas (obra póstuma) 2009.

Tanto em seus romances como poemas contos e crônicas, José Expedito Rêgo expressa um grande amor por sua terra natal, Oeiras bem como por sua cultura, tradições e história. Utiliza-se muito de termos médicos em suas produções citando sempre casos clínicos vivenciados por ele em sua carreira na medicina.